# Наконечный, Степан Фёдорович
Степан Фёдорович Наконечный (укр. Степа́н Фе́дорович Наконе́чний, 2 апреля 1942, Ласков, Волынская область — 3 июля 2017, Рожище, Волынская область) — советский футболист, нападающий. Выступал, в частности за «Волынь» (Луцк), «Спартак» (Брест), «Ростсельмаш» (Ростов). Был директором Рожищенской детско-юношеской спортивной школы (Волынская область).

## Биография
Родился в селе Ласков Хрубешувского повята на Холмщине в крестьянской семье Фёдора и Варвары Наконечных. В 1944 году украинское население села переселили в Украинскую ССР.
Окончил Рожищенскую среднюю школу (1959), учился стационарно в Киевском институте физической культуры (1959—1961 гг.), заочно — во Львовском институте физической культуры (1961—1964 гг.). Футбольные таланты Степана заметил его учитель физкультуры В. А. Покора и школьник уже в 8 классе играл за команду Рожища на областных соревнованиях. В 1959 году начал играть за киевский «Локомотив». В следующем году эта команда завоевала Кубок столицы и Степана пригласили в сборную Украины. Он стал чемпионом Украины в составе сборной Киева. Осенью 1960 года играл за юношескую сборную в Москве.
В 1961 году перешёл в «Волынь» (Луцк), которая выступала в первенстве СССР класса «Б». За 16 игр 19-летний нападающий забил 7 голов, став лучшим бомбардиром команды. Сделал первый хет-трик в официальных играх в истории «Волыни» (во время победной домашней игры 4:1 против ровенского «Колхозника» в 1961 году). В следующем году в игре с черкасским «Колхозником» сломал ногу. После выздоровления перешёл в брестский «Спартак». Во время службы в армии играл за СКА (Минск).
В 1965 году после окончания института играл в командах клубов «Восток» и «Спартак» (Андижан), вошёл в список 33-х лучших игроков Казахстана и Средней Азии. В 1967 году играл за ростовский «Ростсельмаш», был включен в шестёрку лучших игроков клуба. Оставил футбол из-за травмы, после завершения карьеры футболиста с 1968 года начал работать тренером-преподавателем по футболу в Рожищенской детско-юношеской спортивной школе.
В 1970 году подопечные Степана Наконечного заняли второе место на республиканском финальном турнире «Кожаный мяч». Через два года сборная Волыни (в ней играло 9 рожищан) заняла пятое место в финале юношеского Кубка Украины. В 1971 году «Машиностроитель», за который выступали только его воспитанники, в дополнительной игре за звание чемпиона области уступил по пенальти ковелскому «Локомотиву». В течение 1971—1978 годов районная команда 6 раз занимала второе место в чемпионате области. В 1973 году получила третье место Кубка УССР «Золотой колос». В 1977 году рожищенский «Ферммаш» занял третье место на кубок «Спортивной газеты».
В «Ферммаше» под руководством Степана Наконечного выступал в своё время Олег Лужный, который впоследствии стал игроком «Динамо» (Киев) и сборной Украины, в клубе проходили стажировку Виталий Кварцяный и Владимир Байсарович. Среди воспитанников тренера: Николай Федорук, Сергей Богунов, Родион Воробей, Пётр Матвийчук (все — «Волынь» Луцк), Владимир Лукашук (ФК «Львов»), Михаил Сомик, Виктор Гресь.
С 1996 года — директор детско-юношеской спортивной школы г. Рожище (Волынская область). Отличник народного образования Украины.
Жена — Раиса Петровна, преподаватель музыки. Воспитали сына и дочь.
Умер 3 июля 2017 года в городе Рожище на 76-м году жизни.